# Pendule sphérique
On appelle pendule sphérique un dispositif formé d'une tige de masse nulle de longueur {\displaystyle l\,} accrochée à un point fixe {\displaystyle C\,} et à laquelle est fixée à l'autre extrémité {\displaystyle M\,} une masse {\displaystyle m\,}, habilité à se mouvoir en 3 dimensions, et placé dans un champ de pesanteur uniforme. En bref, c'est un pendule simple en 3D.
Mais le problème peut aussi être considéré comme un cas particulier de mouvement d'un point matériel astreint à glisser sans frottement sur une surface, en l'occurrence la sphère de centre {\displaystyle C\,} et de rayon {\displaystyle l\,}.

## Petites oscillations: pendule deHooke
|  | La relation fondamentale de la dynamique s'écrit : {\displaystyle m{d^{2}{\vec {M}} \over dt^{2}}=-mg{\vec {k}}-{T \over l}{\overrightarrow {CM}}=(T-mg){\vec {k}}-{T \over l}{\overrightarrow {OM}}} On peut considérer pour de petites oscillations que le point {\displaystyle M\,} reste dans le plan {\displaystyle xOy\,} et que donc {\displaystyle T=mg\,}, ce qui donne l'équation approchée des petites oscillations : {\displaystyle {d^{2}{\vec {M}} \over dt^{2}}=-{g \over l}{\overrightarrow {OM}}=-{\omega _{0}^{2}}{\overrightarrow {OM}}} Le mouvement est donc celui d'un point matériel dans un champ central où la force est proportionnelle à la distance au centre (champ dit harmonique). L'équation différentielle approchée s'intègre en : {\displaystyle x=a\cos(\omega _{0}t+\phi )\,} ; {\displaystyle y=b\sin(\omega _{0}t+\psi )\,} Les trajectoires sont donc les ellipses de centre {\displaystyle O\,}, dites ellipses de Hooke. La période du mouvement est une constante égale à {\displaystyle T_{0}={2\pi \over \omega _{0}}}, la même que celle des petites oscillations du pendule simple plan. |

Remarquons que ce cas représente celui d'un pendule dont la tige pourrait s'allonger de sorte que {\displaystyle M\,} reste dans un plan perpendiculaire à l'axe (ceci alors pour des oscillations quelconques).

## Augmentation des oscillations
|  | Si l'on augmente l'amplitude du mouvement de Hooke, on voit l'ellipse de Hooke précesser comme sur la figure ci-contre. Ce mouvement de précession est largement plus grand, si l'on n'y prend garde, que la précession de Foucault due au pivotement terrestre sidéral. Cela est très souvent la raison pour laquelle l'expérience de Foucault échoue. |

## Mise en équation utilisant l'approchenewtonienne
|  | D'après la relation (1), le vecteur {\displaystyle {d^{2}{\vec {M}} \over dt^{2}}-g{\vec {k}}} est colinéaire à {\displaystyle {\overrightarrow {CM}}}, ce qui s'écrit (3) {\displaystyle \left({d^{2}{\vec {M}} \over dt^{2}}-g{\vec {k}}\right)\wedge {\overrightarrow {CM}}={\vec {0}}} En écrivant que {\displaystyle M\,} a pour coordonnées {\displaystyle (l\sin \theta \cos \varphi ,l\sin \theta \sin \varphi ,l(1-\cos(\theta ))\,}, on obtient les équations du mouvement : (4) {\displaystyle {\ddot {\theta }}=-\sin \theta (\omega _{0}^{2}-{\dot {\varphi }}^{2}\cos \theta )} (5) {\displaystyle {\ddot {\varphi }}=-2\cot \theta {\dot {\varphi }}{\dot {\theta }}} avec : {\displaystyle \omega _{0}^{2}={g \over l}} On retrouve bien l'équation du pendule plan {\displaystyle {\ddot {\theta }}=-\omega _{0}^{2}\sin \theta } si l'on fait {\displaystyle {\dot {\varphi }}=0}. |

## Mise en équation utilisant l'approchelagrangienne
Pour des variations infinitésimales {\displaystyle d\theta \,} et {\displaystyle d\varphi \,},
on a deux écarts perpendiculaires {\displaystyle ld\theta \,} et {\displaystyle l\sin \theta d\varphi \,}.
Les deux composantes perpendiculaires de la vitesse sont donc {\displaystyle l{\dot {\theta }}} et {\displaystyle l{\dot {\varphi }}\sin \theta }
et l'énergie cinétique vaut {\displaystyle E_{c}={\frac {ml^{2}}{2}}\left({\dot {\theta }}^{2}+{\dot {\varphi }}^{2}\sin ^{2}\theta \right)}.
L'énergie potentielle valant {\displaystyle E_{p}=\mathrm {Cte} -mgl\cos \theta \,}, la fonction de Lagrange s'écrit :
{\displaystyle L=E_{c}-E_{p}={\frac {ml^{2}}{2}}\left({\dot {\theta }}^{2}+{\dot {\varphi }}^{2}\sin ^{2}\theta \right)+mgl\cos \theta -\mathrm {Cte} }
Le lagrangien, a priori fonction de {\displaystyle \left(\theta ,\varphi ,{\dot {\theta }},{\dot {\varphi }},t\right)} ne dépend ici explicitement ni de {\displaystyle \varphi \,} ni de {\displaystyle t\,}.
On a {\displaystyle {\frac {\partial L}{\partial \theta }}={ml^{2}}{\dot {\varphi }}^{2}\sin \theta \cos \theta -mgl\sin \theta },
{\displaystyle {\frac {\partial L}{\partial {\dot {\theta }}}}={ml^{2}}{\dot {\theta }}} et
{\displaystyle {\frac {\partial L}{\partial {\dot {\varphi }}}}=ml^{2}{\dot {\varphi }}\sin ^{2}\theta },
ce qui conduit aux deux équations de Lagrange :
{\displaystyle {\ddot {\theta }}-{\dot {\varphi }}^{2}\sin \theta \cos \theta +g/l\sin \theta =0}
et
{\displaystyle {\ddot {\varphi }}\sin ^{2}\theta +2{\dot {\theta }}{\dot {\varphi }}\sin \theta \cos \theta =0}.
On retrouve bien les équations (4) et (5).

## Cas dupendule conique
Une trajectoire possible est celle d'un parallèle : on parle alors de pendule conique, dont la théorie a été faite par Huygens. En écrivant dans l'équation (4) que l'angle {\displaystyle \theta \,}, appelé angle de nutation, est constant, on obtient la vitesse de rotation autour de l'axe, appelée vitesse de précession : {\displaystyle {\dot {\varphi }}={\omega _{0} \over {\sqrt {\cos \theta }}}}, qui est donc constante.
On constate que {\displaystyle \theta \,} ne peut dépasser 90° ; la période du mouvement est {\displaystyle T=T_{0}{\sqrt {\cos \theta }}}.
Au voisinage de ce mouvement, il existe des mouvements avec une petite nutation.

## Cas général
Il est intégrable à une quadrature près, puisque la surface a pour axe de révolution la verticale.

L'équation (5) s'intègre en (6) {\displaystyle {\dot {\varphi }}\sin ^{2}\theta =cte=4\omega } ; la vitesse de rotation autour de l'axe est donc minimale à l'équateur et augmente en se rapprochant des pôles.
L'équation (4) s'intègre alors en (7) {\displaystyle {\dot {\theta ^{2}}}-2\omega _{0}^{2}\cos \theta +{16\omega ^{2} \over \sin ^{2}\theta }=cte=(2k\omega _{0})^{2}} ; {\displaystyle \omega =0\,} redonnant bien le cas du pendule plan.
En posant {\displaystyle u=\sin {\theta  \over 2}}, (7) devient :
.
Voir des vues de différentes trajectoires sur le site :
courbe du pendule sphérique.

## Généralisations
- Dans le cas précédent, on a implicitement supposé que le référentiel était galiléen ; dans le cas général, il faut rajouter la force d'inertie d'entraînement, et la force d'inertie complémentaire, ou force de Coriolis ; le cas du pendule de Foucault est celui des petites oscillations d'un tel pendule, avec une rotation d'axe vertical, et une force d'inertie d'entraînement négligeable..
- Si le pendule possède une inertie de rotation, et est en rotation sur lui-même, on obtient la toupie, ou le gyroscope.
- Comme pour le pendule plan, on peut considérer un pendule double, voire multiple.

## Source
Paul Appell : traité de mécanique rationnelle, page 530 à 541